# Navalvillar de Ibor
Navalvillar de Ibor est une commune de la province de Cáceres dans la communauté autonome d'Estrémadure en Espagne.